# Ross-Pass
Der Ross-Pass ist ein schmaler Gebirgspass auf Südgeorgien im Südatlantik. Er verbindet das südöstliche Ende der Allardyce Range mit dem nordwestlichen Ende der Salvesen Range. Der Pass verläuft auf 610 m Höhe und bietet eine Durchfahrt für Hundeschlitten vom Ross-Gletscher zum Brøgger-Gletscher.
Eine deutsche Forschergruppe kartierte den Pass im Zuge des Ersten Internationalen Polarjahres (1882–1883) und benannte ihn profan als Gletscherjoch. Der South Georgia Survey nahm nach eigenen Vermessungen zwischen 1951 und 1952 eine Änderung dieser Benennung in Anlehnung an die Benennung des gleichnamigen, nahegelegenen Gletschers vor. Namensgeber beiderseits ist der britische Polarforscher James Clark Ross (1800–1862).